# Otacilia impleta
Otacilia impleta (лат.) — вид аранеоморфных пауков рода Otacilia из семейства Phrurolithidae.

## Распространение
Встречаются в Китае (Юньнань, Дали-Байский автономный округ, Наньцзянь-Ийский автономный уезд, Fenghuang Mountain; 24°53′33.35″N, 100°19′42.67″E, на высоте 2294 м).

## Описание
Мелкие пауки, длина тела около 3 мм. Брюшко тёмно-коричневое, с несколькими фигурами, напоминающими стекающие капли воды, рядом с фовеа. Брюшко чёрное, спинная сторона почти полностью покрыта скутумом, с парой овальных жёлтых отметин около середины и двумя W-образными полосами сзади. Ноги жёлтые, с чёрными кольцами у вершин бёдер и голеней. Этот новый вид похож на Otacilia celata круглыми копулятивными отверстиями и шаровидными сперматеками, но может быть распознан по: 1) дугообразно изогнутому ретролатеральному апофизу голени (против не изогнутого), 2) более длинному, вытянутому вверх эмболусу, изогнутому в сторону ретролатеральной стороны цимбиума (против короткого, не изогнутого), 3) меньший гребневидный тегулярный апофиз (против большого, треугольного), 4) более тонкие и длинные генитальнык соединительные трубки (против толстых и коротких). Наземные пауки, обитающие в опавших листьях на лесной подстилке.

## Таксономия и этимология
Вид был впервые описан в 2023 году группой китайских арахнологов (Yannan Mu, Feng Zhang; Hebei University, Баодин, Хэбэй, Китай) по материалам из Китая. Видовое название образовано от латинского слова «impletus», означающего удовлетворение, полученное от именования этого вида.